# آکاپولکو، گررو
شهر آکاپولکو (اسپانیایی : Acapulco نام کامل و رسمی: آکاپولکو ده خوارس Acapulco de Juarez) شهر بندری و عمده‌ترین شهر ایالات گوئررو در سواحل اقیانوس آرام در کشور مکزیک است. این شهر در ۳۰۰ کیلومتری جنوب باختری شهر مکزیکو سیتی می‌باشد. آکاپولکو جلوی خلیج عمیقی که شکل یک نیمه ماه را دارد واقع شده‌است و از اوایل دوره استعمار اسپانیا در این منطقه یکی از مهمترین بندرها در تاریخ مکزیک بوده‌است. این بندر برای حمل و نقل و کشتی گردشی بین پاناما، سانفرانسیسکو، کالیفرنیا و ایالات متحده استفاده می‌شود. این شهر بزرگترین شهر در ایالت گوئررو به حساب می اید و به مراتب بزرگتر از پایتخت ایالت، چیلپاسینگو می‌باشد. همچنین این شهر یکی از بزرگترین ساحلهای مکزیک برای گردشگری به‌شمار می‌رود. متأسفانه سالهاست این شهر پاتوق کارتل های مود مخدر و گروه های تبهکاری شده است تا حدی که سال ۲۰۱۷ هزاران قتل فجیع در این شهر اتفاق افتاده است ، خشونت به حدی رسیده است که دولت آمریکا شهروندان خود را از سفر به این شهر ساحلی زیبا منع میکند و میزان خطر این شهر برای شهروندانش را هم تراز سوریه و افغانستان میداند.

## آب و هوا
- میانگین بالاترین دما در سال ۳۶٫۷ سلسیوس (بالاترین دما ماه ژانویه ۳۹٫۵ سلسیوس)
- میانگین پایین‌ترین دما در سال ۲۴٫۵ سلسیوس (پایین‌ترین دما ماه ژانویه ۲۳٫۳ سلسیوس)
- بارش در سال ۱۳۲۴٫۱ میلی‌متر (بالاترین بارش ماه سپتامبر ۳۰۴ میلی‌متر / پایین‌ترین بارش ماه مارس ۲٫۳ میلی‌متر)

## پیشینه
قبل از رسیدن اسپانیاییها به این منطقه، این منطقه زیر دست المکها بوده‌است.ارنان کورتس آکاپولکو را به عنوان یک بندر مهم در سال ۱۵۳۰ میلادی برایی نخستین بار تأسیس کرد، که با جاده‌های اصلی بین شهر مکزیکوسیتی در سال ۱۵۳۱ میلادی وصل می شد. اسکله‌ای به نام مارکس در سال ۱۵۳۳ میلادی بین "نقطه بروخا" و "نقطه الماس" ساخته شد. به زودی پس از آن، منطقه با نام "alcadia" (استان یا شهر بزرگ) شناخته شد. تجارت اسپانیایی در باختر دور به اکاپولکو یک موقعیت برجسته و این شهر را به محور مهم اقتصادی اسپانیای جدید تبدیل کرد. رفت‌وآمد کشتیهایی بزرگ در سال ۱۵۵۰ میلادی از آسیا آغاز شده، و در آن سال سی خانواده اسپانیائی از مکزیکو سیتی به اینجا برایی زندگی مهاجرت کردند، و به یک پایگاه دائمی ساکنان اروپایی فرستاده شد. این کار آکاپولکو را تبدیل به دومین مهم‌ترین بندر، پس از بندر وراکروز در خاور مکزیک تبدیل کرد، با توجه به تجارت مستقیم که در آن زمان با فیلیپین انجام می شد. این تجارت که با تجارت کشتی بادبانی بازرگانی یا جنگی اسپانیولی در قرن پانزدهم میلادی انجام می شد و میان مانیل و آکاپولکو بود، پیوندی مهم در همه نوع ارتباطات بین اروپا (اسپانیا)، آمریکا و آسیا به‌شمار می رفت.
این تجارت از قرن شانزدهم تا قرن نوزدهم ادامه دشت .کالاهای لوکس که این تجارت به اسپانیای جدید ارمغان می‌آورد مورد توجه دزدان دریایی انگلیسی و هلندی، از جمله فرانسیس دریک، هنری مورگان و توماس کاوندیش قرار گرفت، که آن را به نام "کشتی سیاه" می شناختند.
در سال ۱۸۱۰ در طول جنگ استقلال مکزیک، خوسه ماریا مورلوس این شهر مورد حمله قرار داد و این شهر را به آتش کشید. پس از این که استقلال مکزیک در سال ۱۸۲۱ میلادی به پایان رسید تجارت با مانیل در فیلیپین هم قط شد  اهمیت آکاپولکو به عنوان یک بندر دوباره در طول قرن نوزدهم با تب طلا در کالیفرنیا، با رفت‌وآمد کشتیهای تجاری به پاناما و توقف در آکاپولکو بازیافته شد.
در سال ۱۹۲۰ میلادی، شاهزاده ولز (ادوارد هشتم پادشاه آینده) از این منطقه بازدید کرد. او در مورد آنچه دید تحت تأثیر قرار گرفت، و پس از برگشت به اروپا، بازدید از این منطقه را به سرمایه داران در اروپا توصیه کرد. با این کار بخش عمده‌ای از هتلهای اصلی و زیرساخت‌های تجاری توسط یک تاجر از خاور تگزاس به نام آلبرت پلن از کوریگن ساخته شد. این منطقه در حال حاضر به عنوان "آکاپولکو قدیمی" شناخته می‌شود. این رویداد آغاز سرمایه‌گذاری پایدار در آکاپولکو بود که در سالهای آینده این شهر همچنین ادامه داشته و دارد. همین روند این شهر را به یکی از بندرهایی بزرگ گردشگری در مکزیک تبدیل کرده‌است

## نام
نام این شهر "آکاپولکو" از زبان ناواتل می‌آید، "Aca-pōl-co" و برگردان آن به فارسی " جای که در آن نی‌ها نابود یا شسته شدند" است، نشان این شهر نیز نی‌های شکسته را نشان می‌دهد 
. قسمت دوم نام این شهر "ده خوارس" به خاطر ریس جمهور مکزیک بنیتو خوارس که در سال ۱۸۸۵ به افتخار وی به نام شهر اضافه شد

## امروزه
گردشگری فعالیت اقتصادی اصلی شهر آکاپولکو است. حدود هفتاد و سه درصد از جمعیت این شهر در کار تجارت هستند که بسیاری از آن مربوط به گردشگری و بندر است. صنعت و معدن کمتر از بیست درصد اهالی این شهر را به کار می‌گیرد و تنها حدود پنج درصد به کشاورزی مشغول هستند. تولید صنعتی عمدتاً محدود به شیر، سیمان، یخ و تولید انرژی می‌شود. محصولات کشاورزی شامل گوجه فرنگی، ذرت، هندوانه، لوبیا، فلفل سبز، فلفل قرمز و خربزه است.

## شهرهای خواهرخوانده
آکاپولکو ۳۰ شهر خواهرخوانده دارد
- بندر ترکمن٬ ایران
- کبک٬ کانادا
- مانیل٬ فیلیپین
- سندای٬ ژاپن
- اونجوکو٬ ژاپن
- نتانیا٬ اسرائیل
- ایلات٬ اسرائیل
- چینگدائو٬ چین
- ناپل٬ ایتالیا
- بورلی هیلز٬ آمریکا
- سانتا آنا٬ آمریکا
- مک‌آلن٬ آمریکا
- کن٬ فرانسه
- ارکیپا٬ پرو
- کایااو٬ پرو
- گلد کوست٬ استرالیا
- پاناجی٬ هند
- ریاض٬ عربستان سعودی
- اوردیسیا٬ اسپانیا
- پورتو بایارتا٬ مکزیک
- کورناواکا٬ مکزیک
- گوآناخوآتو٬ مکزیک
- وراکروس٬ مکزیک
- سوچی٬ روسیه
- یالتا٬ اوکراین
- مونیخ٬ آلمان
- ها لونگ٬ ویتنام
- باکو٬ جمهوری آذربایجان
- لارناکا٬ قبرس
- پورتو کتزال٬ گواتمالا

## نگارخانه

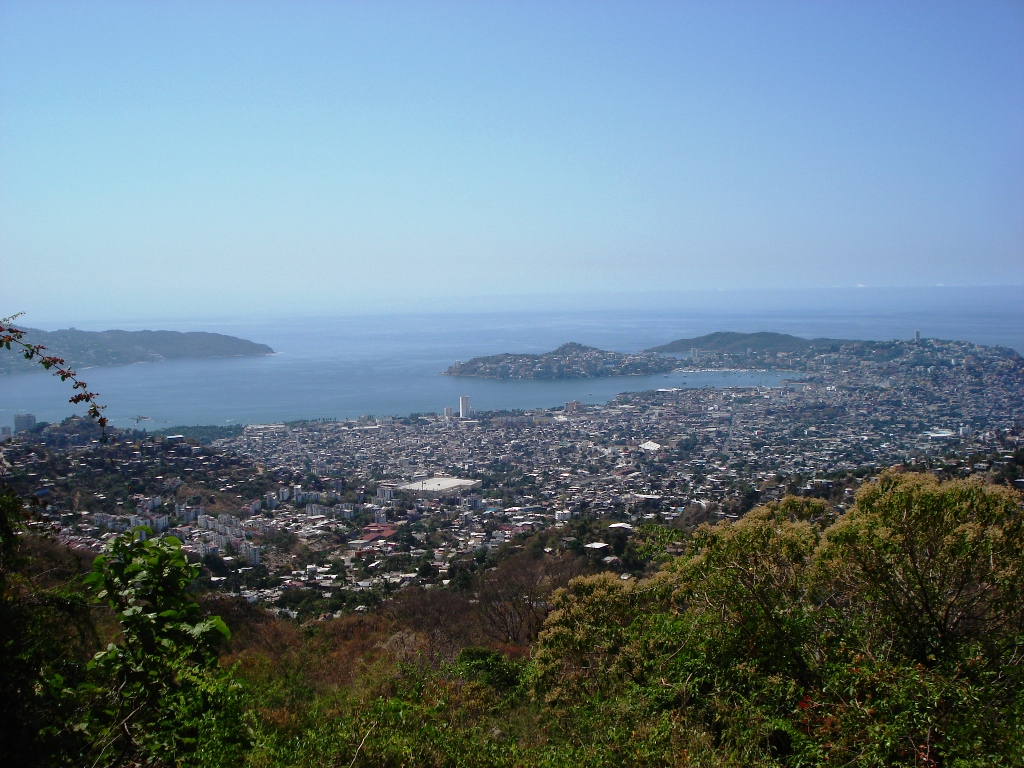
خلیج سانتا لوسیا
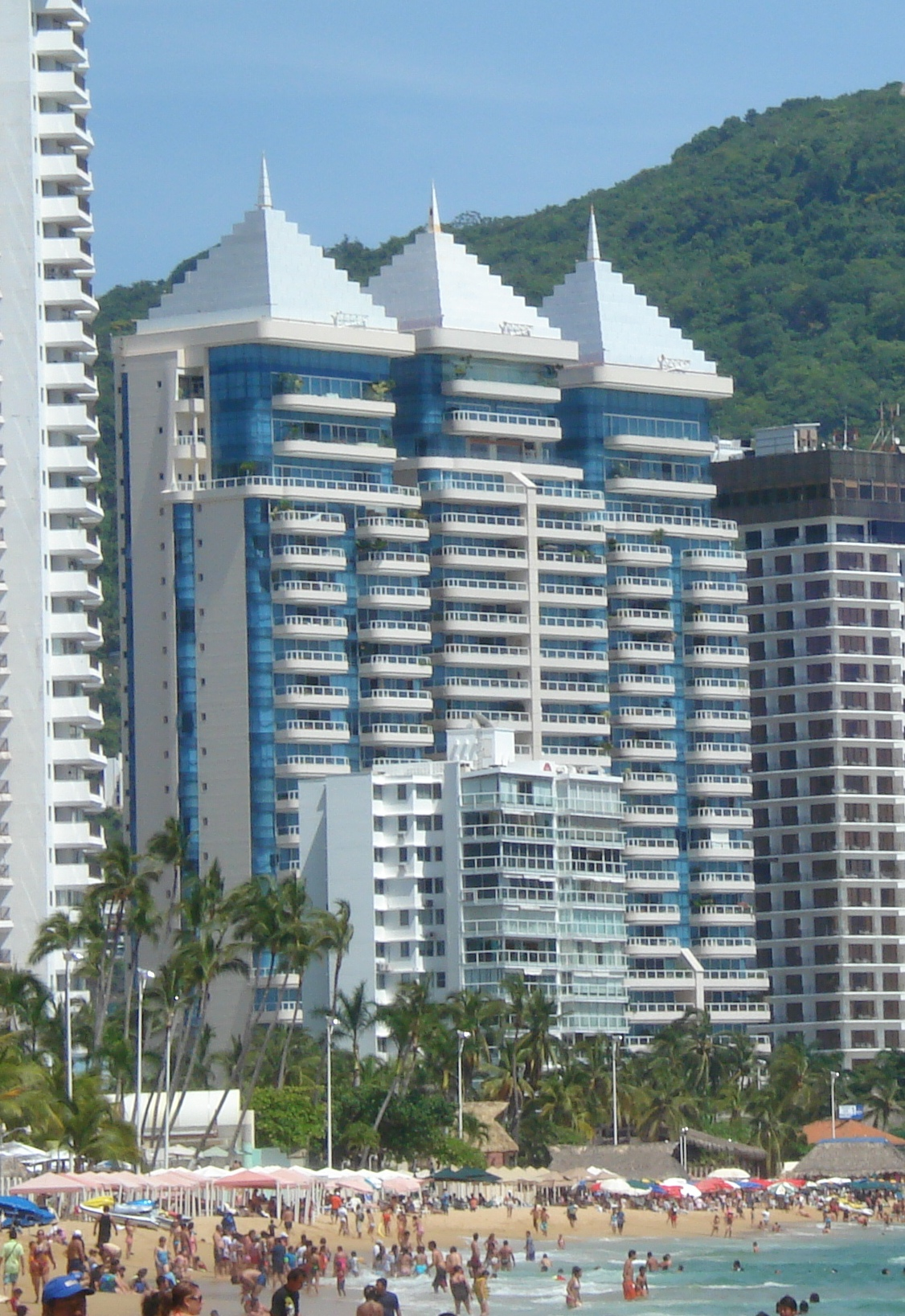
آپارتمان‌های بلند که در سالهای ۱۹۸۰ و ۱۹۹۰ ساخته شد
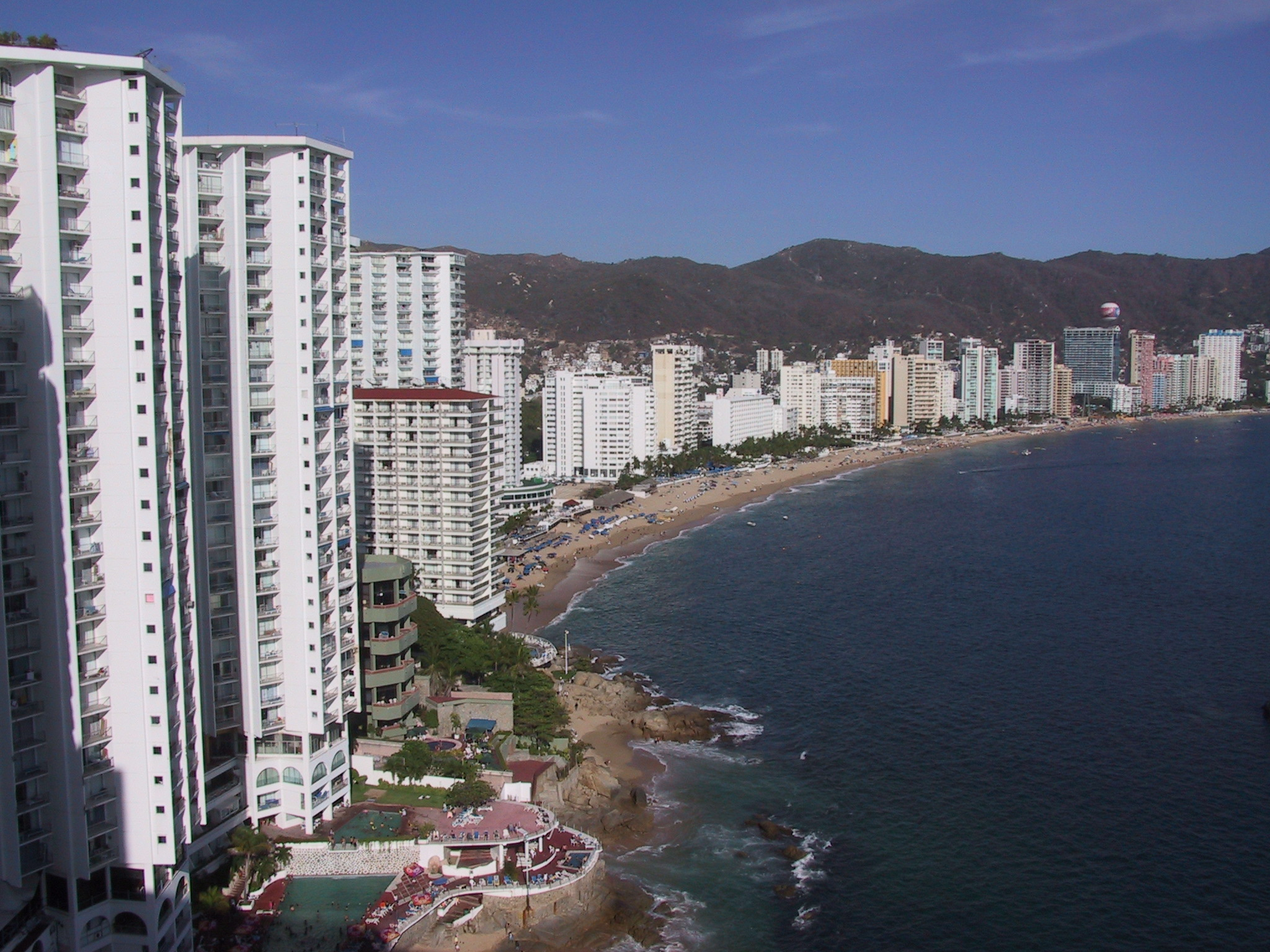
ساحل آکاپولکو ۱
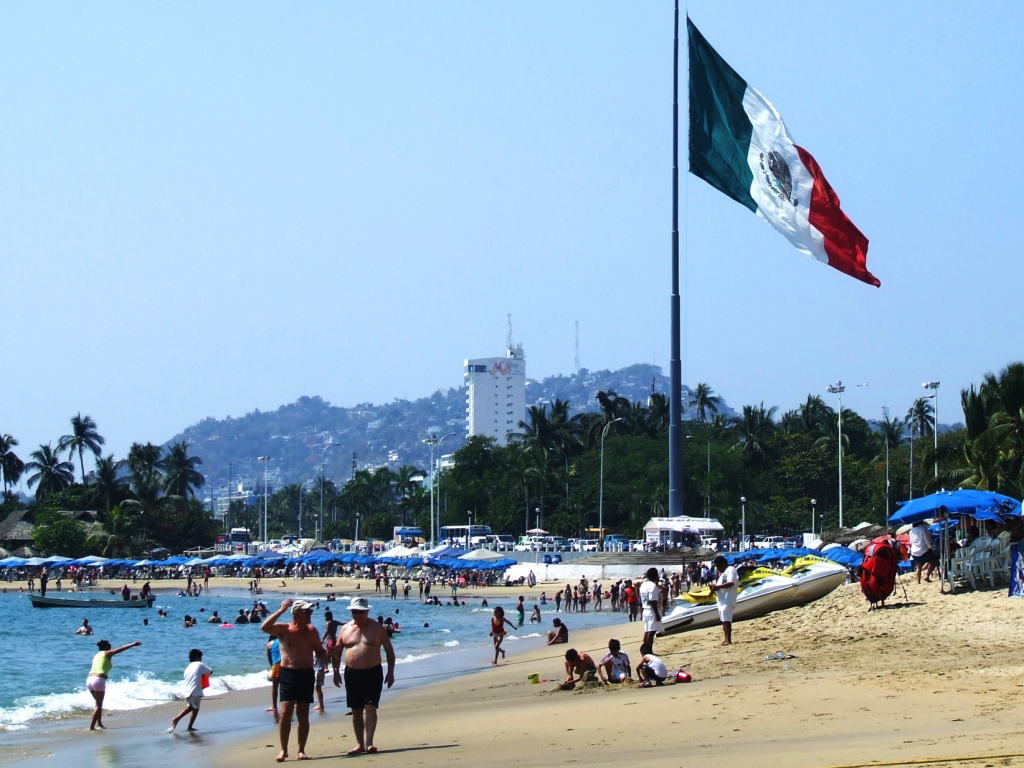
نمای ساحل آکاپولکو با پرچم مکزیک در پس زمینه
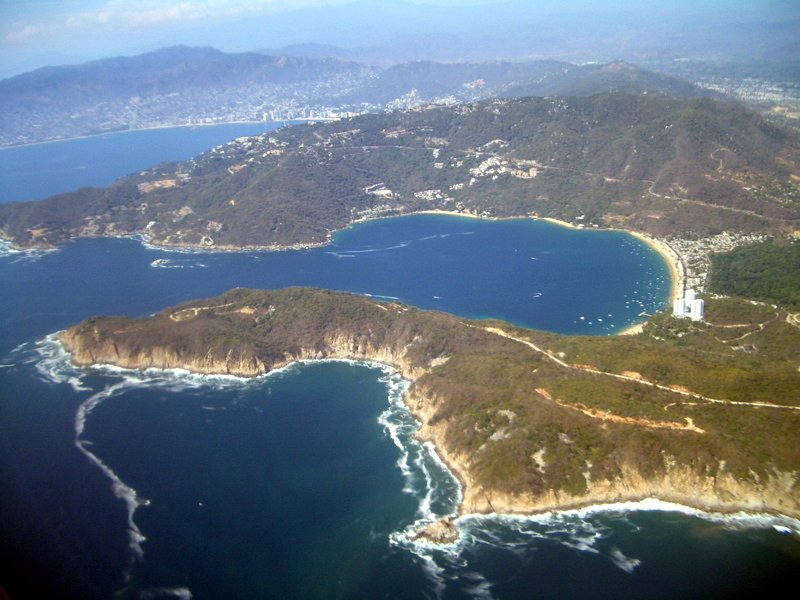
بندر مارکس ۲
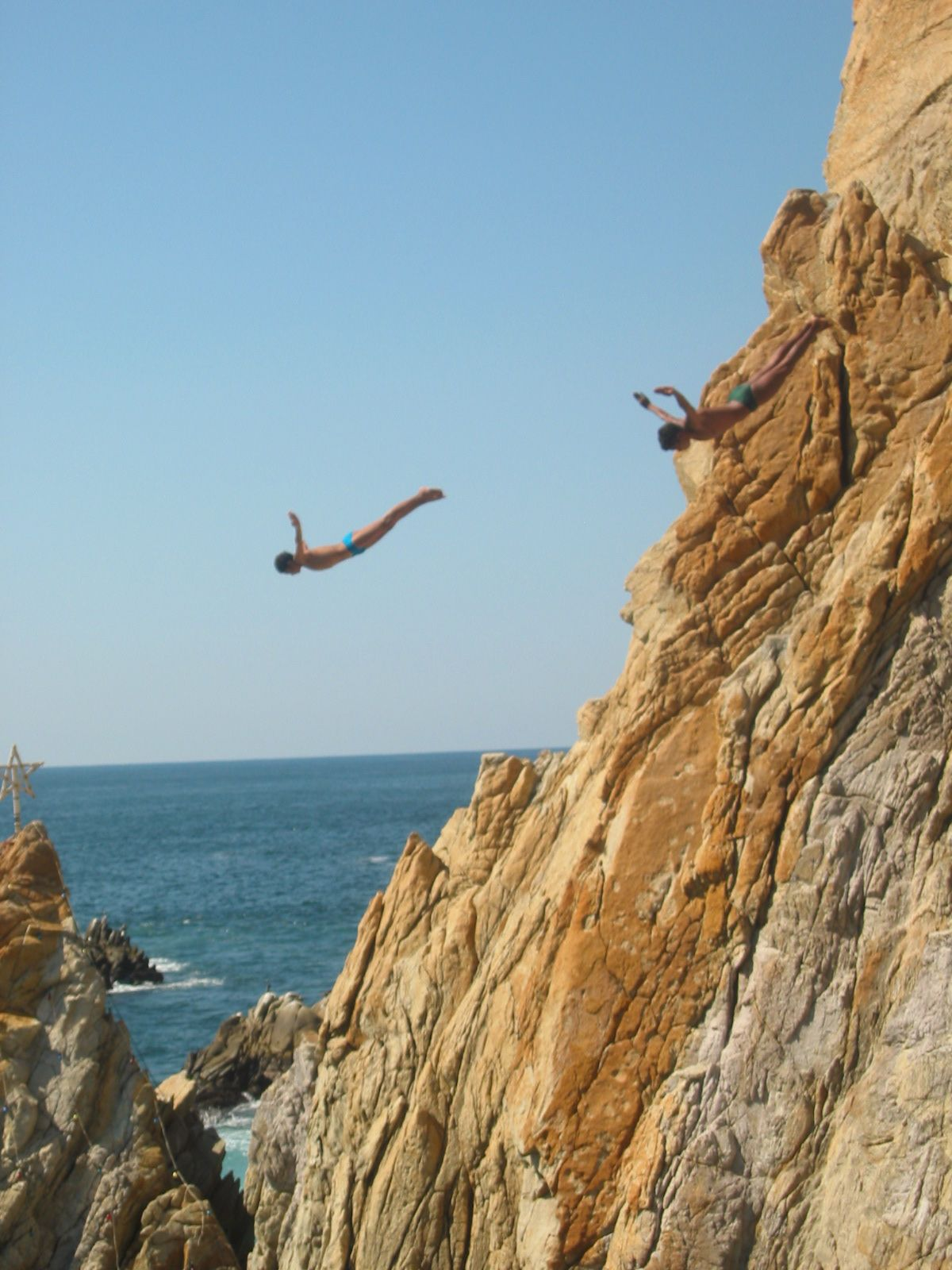
لا کبرادا
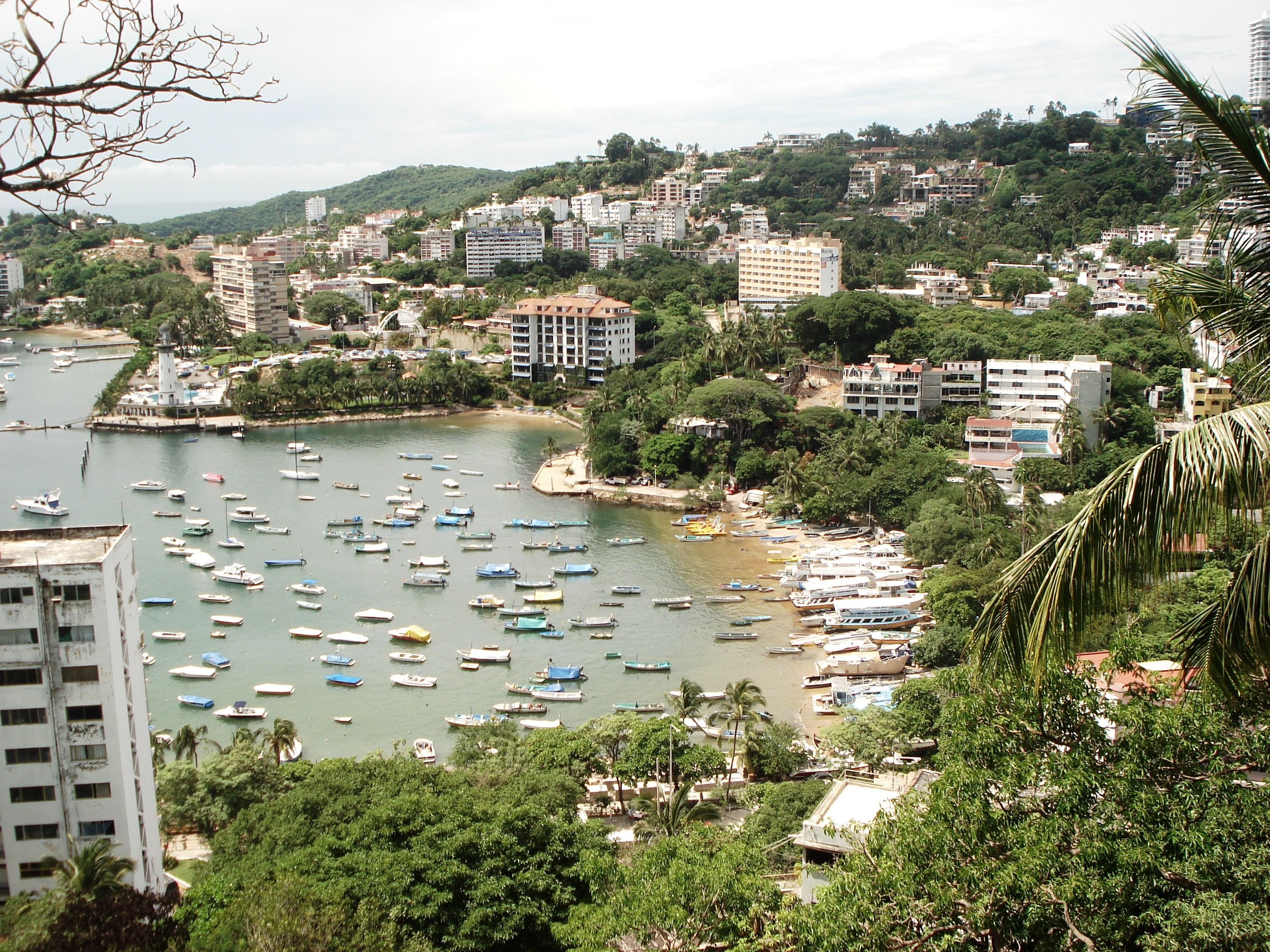
ساحل مانزانییو
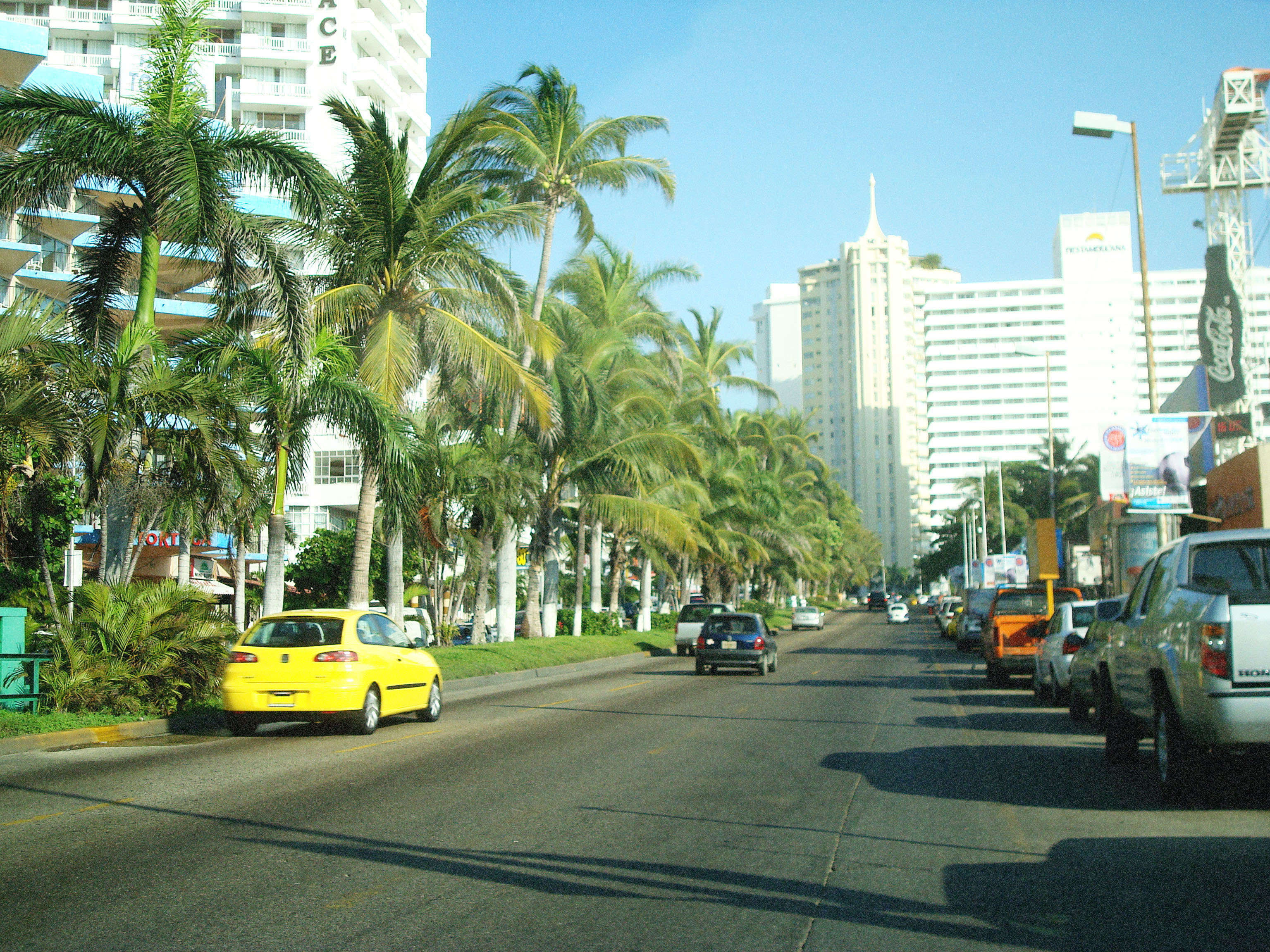
خیابان‌های آکاپولکو
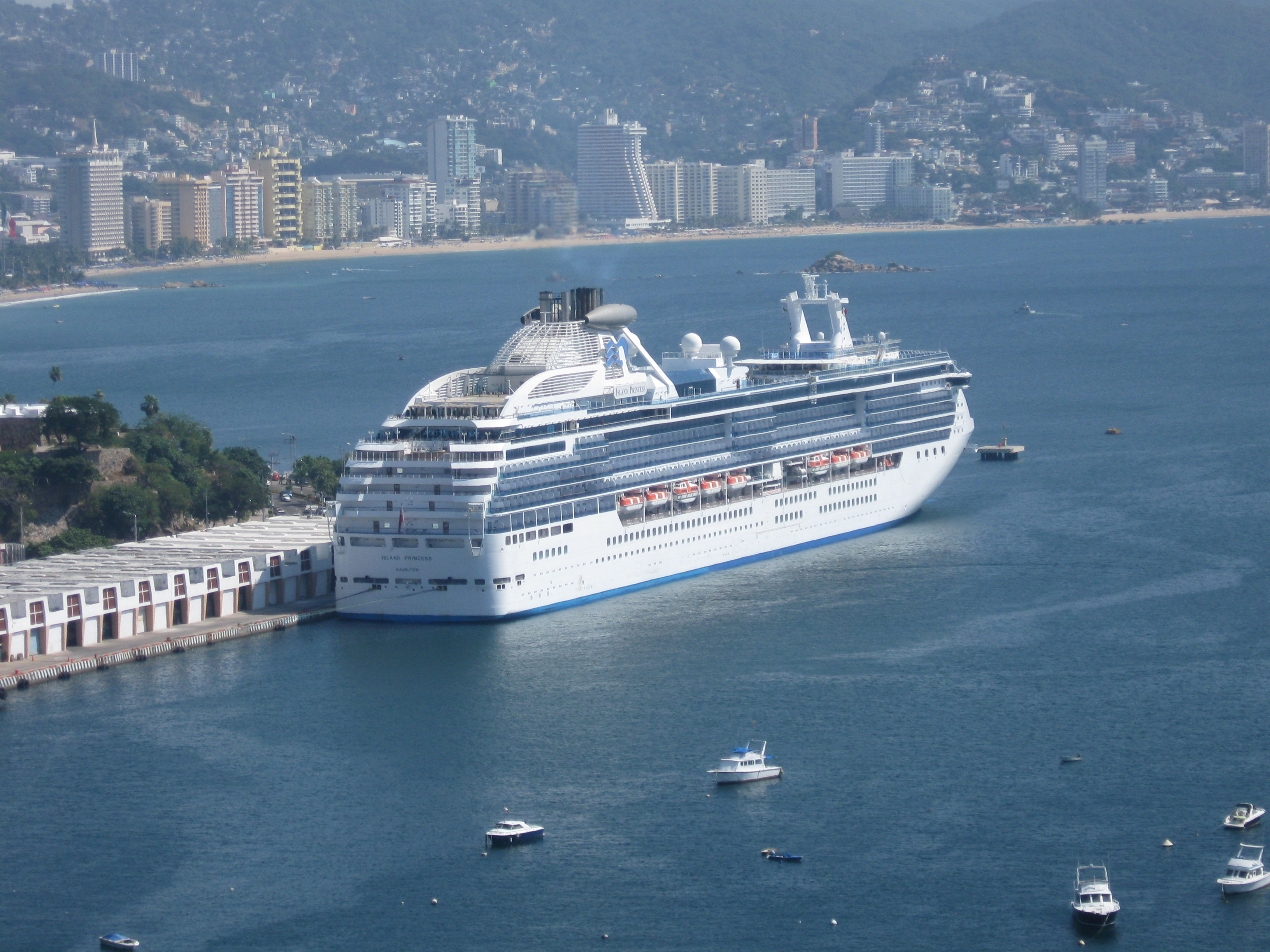
کشتی گردشگری در آکاپولکو